# 58 f.Kr.
| 58 f.Kr.           |
| ------------------ |
| Dødsfald - Fødsler |
|                    |

## Begivenheder
- Julius Cæsar begyndte sin erobring af Gallien
- Cypern bliver en romersk provins.